# Vardholmen
Pour les articles homonymes, voir Vardholmen (homonymie).
Vardholmen est une île norvégienne du comté de Hordaland appartenant administrativement à Austevoll.

## Description
Rocheuse et pratiquement désertique, elle s'étend sur environ 270 m de longueur pour une largeur approximative de 119 m.